# John Eugène Smith
Pour les articles homonymes, voir John Smith et Smith.
 (mai 2025).
John Eugène Smith, né le 3 août 1816 à Berne (Suisse) et mort le 29 janvier 1897 à Chicago (Illinois), est un major général de l'Union durant la guerre de Sécession.
Il est enterré à Galena dans le comté de Jo Daviess, État de l'Illinois.

## Avant la guerre
John Eugène Smith est né en Suisse. Avant le début du conflit, il est bijoutier à Galena (Illinois).

## Guerre de Sécession
Au début du conflit, John Eugène Smith s'engage en tant que colonel dans le 45th Illinois Volunteer Infantry le 23 juillet 1861.
Il est promu brigadier-général des volontaires le 29 novembre 1862. Il commande alors la 8th Division du XVI Army Corps lors de la campagne de Vicksburg et commande ensuite le 15th Corps lors de la capture de Missionary Ridge, en septembre 1863 .
Il participe ensuite aux campagnes d'Atlanta et des Carolines.
Il est promu major-général le 12 janvier 1865.

## Après la guerre
John Eugène Smith quitte le service des volontaires le 28 juillet 1866 et rejoint l'armée régulière le 28 juin 1866 en tant que colonel dans le 27th United States Infantry. Il est breveté brigadier-général le 2 mars 1867 pour « bravoure et service méritant » lors du siège de Vicksburg et major-général le 2 mars 1867 pour « bravoure et service méritant » lors de la bataille de Savannah.
Il part en retraite le 19 mai 1881.